# Wuhladko
Wuhladko (česky  „vyhlídka“) je název televizního vysílání v hornolužickosrbském jazyce, které  Mitteldeutscher Rundfunk vysílá každý měsíc od září 2005, moderátorkou je Bogna Korjeńkowa (německy Bogna Koreng). Vysílání se zabývá tématy, jež souvisí nejen s Lužickými Srby a s Horní Lužicí, ale též všeobecně s politikou v Sasku a celém Německu, která se týká Lužických Srbů v celé Lužici.
Příspěvky se týkají kultury, všedního dne, zvyků, tradic a tradičních řemesel této slovanské menšiny.
Hornolužickosrbské televizní vysílání Wuhladko je sourozencem dolnolužickosrbského vysílání „Łužyca“ (Lužice), které vysílá každý 4. týden od roku 1992 Rundfunk Berlin-Brandenburg (RBB). Tento dolnolužickosrbský televizní magazín moderuje Christian Matthée střídavě s Anjou Kochovou.